# 鹿島臨海鉄道大洗鹿島線
大洗鹿島線（おおあらいかしません）は、茨城県水戸市の水戸駅から鹿嶋市の鹿島サッカースタジアム駅に至る鹿島臨海鉄道が運営する鉄道路線。日本鉄道建設公団建設線（北鹿島線）を引き継ぎ、開業した路線である。
PASMO・Suica等のICカード乗車券は利用できず、導入予定もない。

## 路線データ
- 管轄（事業種別）：鹿島臨海鉄道（第一種鉄道事業者）
- 路線距離（営業キロ）：53.0 km
- 建設主体：日本鉄道建設公団（現 独立行政法人 鉄道建設・運輸施設整備支援機構）
- 軌間：1067 mm
- 駅数：15駅（起終点駅含む）
- 複線区間：なし（全線単線）
- 電化区間：なし（全線非電化）
- 閉塞方式：特殊自動閉塞式（軌道回路検知式）
- 保安装置：ATS-SN
- 最高速度：95 km/h[1]
- 最長トンネル：大貫トンネル (1380 m)
- IC乗車カード対応区間：なし

## 路線概要

### 水戸 - 大洗間
水戸の近郊エリアとして通勤・通学や、水族館（アクアワールド・大洗）や大洗マリンタワー、大洗サンビーチ、大洗シーサイドステーションといったマリンレジャースポットが多数点在する大洗へのアクセスに利用される。
この区間の運転本数は1時間に2 - 3本ほどあり、第三セクターの地方鉄道線としては比較的列車密度が高い。水戸 - 大洗間の区間列車が約半数を占めており、旅客輸送において大洗駅は重要な拠点駅となっている。

### 大洗 - 新鉾田間
この区間は鹿島灘の海岸線に沿って進むが、5 kmほど距離を置いて走行するため、大洗駅発車直後に街並みの向こうに臨む他には車窓から太平洋が映る区間はない。農地が続く平地を直線状に路線が敷かれ、駅間距離も5 kmほどと長いために、ローカル線の気動車ながら走行速度は高い。大洗より南は、列車本数は1時間に1本ほどと少なくなる。特に概ね9時台から13時台は2時間に1本と間隔が大きく開く。
新鉾田駅は途中駅としては大洗駅に次いで利用者数が多く、大洗鹿島線における拠点駅の一つである。大洗鹿島線の開通によって、鉾田市（開通当時は鉾田町）から水戸市までの移動時間が大幅に短縮された。鉾田市には鹿島鉄道（旧関東鉄道鉾田線、2007年廃止）の鉾田駅があり、鉾田市にとっては大洗鹿島線は初めての鉄道路線ではなかったが、開通時は大洗町と同様に地元からの歓迎を受けた。大洗鹿島線の新鉾田駅と鹿島鉄道の鉾田駅（現在はバスターミナルのみ存続）は、道のりで2 kmほど離れている。

### 新鉾田 - 鹿島サッカースタジアム間
北浦と鹿島灘の間を走行する。大洋 - 鹿島サッカースタジアム間は鹿島灘の沿岸から2 kmほどの距離を置いており、県道242号と並行する。
大洗鹿島線の終点は鹿島サッカースタジアム駅だが、カシマサッカースタジアムでの試合開催日以外は旅客営業を行なわないため通過する臨時駅である。鹿島サッカースタジアム - 鹿島神宮間は東日本旅客鉄道（JR東日本）鹿島線に乗り入れる（運賃の扱いについては後述）。

## 歴史
改正鉄道敷設法別表第39号「茨城県水戸ヨリ鉾田ヲ経テ鹿島ニ至ル鉄道」である。国有鉄道（鉄道省）が路線決定したのは、1922年（大正11年）のことであった。日本国有鉄道（国鉄）の鹿島線（香取 - 北鹿島、改正鉄道敷設法別表第39号の2に当たる）は、1970年（昭和45年）に開業し、北鹿島（現・鹿島サッカースタジアム）以北の水戸へ至る鉄道を延伸する工事が続けられてきた。
1980年（昭和55年）の国鉄再建法施行時には日本鉄道建設公団により建設中で、開業後の輸送密度が4000人以上見込めるとして工事が続行されたが、完成目前になって、大洗鹿島線の経営主体問題が生じた。当時の国鉄は、地方交通線の分離方針から国鉄直営での開業は不可能とし、第三セクター鉄道での運営を希望した。これを承け茨城県は1984年（昭和59年）、従前より鹿島臨港線（貨物線）を運営してきた鹿島臨海鉄道による引き受けを決定し、翌1985年（昭和60年）に開業した。建設途中の国鉄新線が、赤字経営の国鉄の工事凍結を免れ、第三セクター線として開業した全国で初めての路線であった。
当初は特急列車を運行する計画があったため、単線ながら高規格な設計になっている。踏切は、水戸駅近辺の常磐線と並行する部分にJRが設置している2箇所以外には存在しない。

### 年表
- 1967年（昭和42年）3月16日：起工式。
- 1971年（昭和46年）4月 : 水戸 - 北鹿島間着工。
- 1985年（昭和60年）3月14日：水戸 - 北鹿島（現・鹿島サッカースタジアム）間 (53.0 km) 開業[2]。国鉄鹿島線鹿島神宮駅まで直通運転。快速を運転開始。
- 1989年（平成元年）11月1日：全線で貨物営業開始[4]
- 1990年（平成2年）
  - 3月10日：最高速度を85km/hから90km/hに引上げ[5]。
  - 11月18日：長者ヶ浜潮騒はまなす公園前駅新設[6]。
- 1992年（平成4年）7月23日：7000形気動車による快速「マリンライナーはまなす」運転開始[7]。
- 1994年（平成6年）3月12日：北鹿島駅を鹿島サッカースタジアム駅に改称[8]。サッカー試合開催日の一部列車のみ旅客営業開始[8]。
- 1996年（平成8年）3月16日：貨物列車設定廃止。
- 1998年（平成10年）12月8日：快速「マリンライナーはまなす」廃止（翌年2月20日より土日限定の臨時列車として運転）[9]。
- 2001年（平成13年）4月1日：ワンマン運転開始[10]。
- 2004年（平成16年）12月1日：大洗鹿島線COMBAT（バリス式列車検知形閉塞装置）導入プロジェクト立ち上げ。
- 2005年（平成17年）10月12日：常澄 - 大洗間でCOMBATの表示機能運用開始。
- 2011年（平成23年）3月11日：東北地方太平洋沖地震（東日本大震災）の被害を受け、全線が不通となる。
  - 4月2日：水戸 - 大洗間運転再開。
  - 4月7日：大洋 - 鹿島サッカースタジアム間運転再開。JR鹿島線鹿島神宮 - 鹿島サッカースタジアム間が未復旧のため、鹿島サッカースタジアム駅に全列車が停車し（応急的営業）、代行バスと連絡。また、大洋駅 - 新鉾田駅間で代行バスの運転開始。
  - 4月8日：大洗 - 新鉾田間運転再開。
  - 4月16日：JR鹿島線との直通運転再開。これに伴い、7日からの鹿島サッカースタジアム駅の応急的営業は終了。
  - 7月12日：大洋駅 - 新鉾田駅間運転再開し全線で運行再開。大洋駅 - 新鉾田駅間の代行バスは11日限りで運転終了。

## 運行形態
路線上の終点である鹿島サッカースタジアム駅を通る水戸方面との列車はすべて鹿島臨海鉄道所有の気動車で運行され、JR鹿島線鹿島神宮駅まで一区間乗り入れる。列車は通常2両編成のワンマン運転で、途中ある13駅のうち、大洗駅と新鉾田駅を除いて無人駅である。鹿島サッカースタジアム駅はサッカー開催日のみ営業する臨時駅で、1994年に貨物駅であった北鹿島駅を改称して旅客扱いを始めたものである。旅客営業を行わない日はすべての列車が通過扱いで、一部が列車交換のために運転停車を行うだけである。営業日・停車の有無にかかわらず、鹿島臨海鉄道の乗務員がそのまま鹿島神宮駅まで乗務する。
列車としては、毎時1本の水戸 - 鹿島神宮間を運行する列車のほか、水戸 - 大洗間の列車も多く設定されており水戸周辺の地域輸送の便を図っている。水戸 - 新鉾田間の区間列車も数本設定されている。
1985年の開業時は、水戸 - 鹿島神宮駅間（約56キロ）を所要時間1時間15分で1日14往復し、快速列車も朝夕1本ずつ設定され、同区間を56分で結んだ。
1989年（平成元年）から1996年（平成8年）までは水戸 - 北鹿島（現・鹿島サッカースタジアム）間で1日1往復の貨物列車が運行されており、自社のKRD形ディーゼル機関車が牽引していた。
鹿島サッカースタジアム駅までの鹿島線は直流1500Vで電化されており、電気機関車EF65形が定期貨物列車の牽引等で入線する。2002 FIFAワールドカップ開催時に東京方面からJR東日本の電車を鹿島サッカースタジアム駅まで運転する輸送計画が立てられたが、前年に起きた明石花火大会歩道橋事故を教訓に、利用客集中による警備上の問題から見送られた。その後、2006年7月15日の2006JOMOオールスターサッカーに際して、初めてJR東日本の旅客車両が鹿島サッカースタジアム駅まで臨時列車として営業運行され、以後は多客が見込める場合に、JR東日本の臨時増発列車が乗り入れることもある。

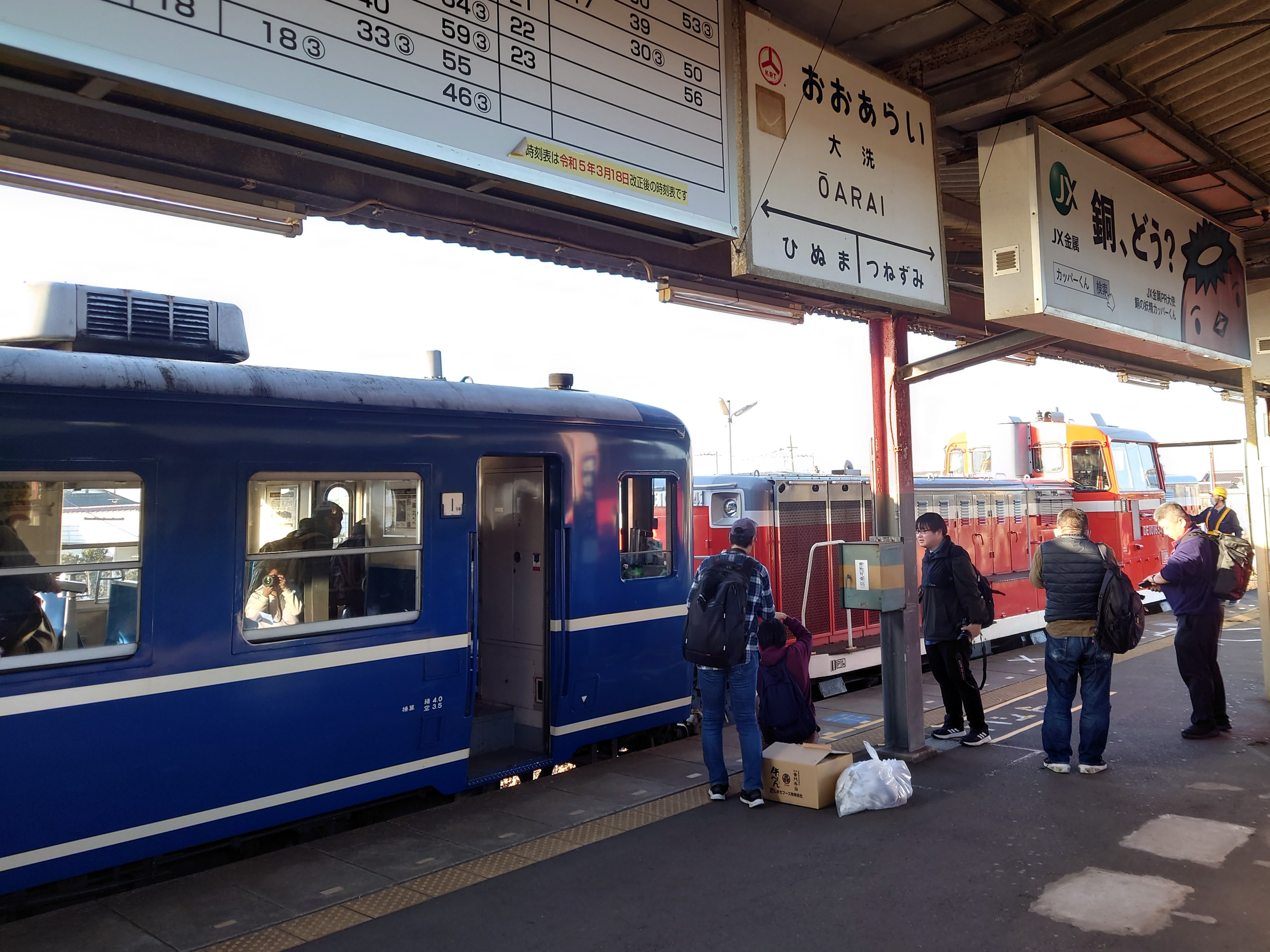
大洗駅に到着した大洗エメラルド号（2023年12月の復活運転）

開業後の数年間、海水浴シーズンにJR東日本常磐線上野駅からの気動車による臨時急行（後に快速）「おおあらい」が水戸駅から大洗駅まで乗り入れていた。また、大宮駅から東北本線・水戸線経由の臨時普通列車「大洗エメラルド」も機関車牽引の客車列車で大洗駅まで運転された。機関車牽引の臨時旅客列車は、国鉄およびJR東日本のDE10形が牽引していた。このほか、1991年夏季には水戸駅から485系電車がDE10形牽引で乗り入れる臨時特急「ビーチイン大洗ひたち」の運転が計画されたが、同年5月14日に発生した信楽高原鐵道列車衝突事故の影響で、数度の試運転を実施したのみで乗り入れは取り止められ、水戸駅で大洗行きの普通列車に接続する形態に変更された。

### マリンライナーはまなす
1992年から1998年まで、7000形で定期運行されていた有料快速列車。
水戸 - 鹿島神宮間に2往復、水戸 - 大洗間に2往復が運行されていた。潮来市で行われるあやめ祭り開催中はJR鹿島線潮来駅まで延長運転を行うことがあった。乗車の際には乗車券のほかに「マリンライナーはまなす券」（乗車整理券）200円が必要だった（券は車内で販売）。定期券では乗車できないため、通勤・通学利用向きの列車ではなかった。当時の停車駅は以下のとおり。
水戸 - 大洗 - 鹿島旭 - 新鉾田 - 大洋 - 鹿島大野 - 鹿島神宮 （- 潮来）
定期運行廃止後も、あやめ祭り期間等に臨時列車として運転したことがあった。なお、このときは水戸 - 潮来間各駅停車（JR鹿島線内の延方駅も停車）で、特別料金は不要であった。
なお、「マリンライナーはまなす」とは別に1985年の開業時から、水戸 - 鹿島神宮間に6000形による料金不要の快速（1986年から「はまなす」の愛称が付く）が1往復運転されていたが、これも1998年に廃止されている。
列車名のハマナスは鹿嶋市の市の花である。ハマナス自生南限地帯が鹿嶋市内にあり、国の天然記念物に指定されている。最寄り駅は鹿島灘駅。
2009年5月2日 - 5月6日にも、臨時列車として水戸 - 大洗間を運行していた。

## 車両
JR東日本の鹿島線と直通運転を行っているが、すべて鹿島臨海鉄道の車両で運転されている。

## 駅一覧
便宜上、全列車が乗り入れる鹿島サッカースタジアム - 鹿島神宮間も併記
- 全駅茨城県に所在
- 線路（全線単線） … ∨・◇・∧：列車交換可、｜：列車交換不可
  - ∨：水戸駅は定期列車の発着が8番線のみであるが、列車交換は可能

| 会社         | 路線名     | 駅名                           | 営業キロ | 営業キロ | 接続路線                                         | 線路 | 所在地          |
| 会社         | 路線名     | 駅名                           | 駅間     | 累計     | 接続路線                                         | 線路 | 所在地          |
| ------------ | ---------- | ------------------------------ | -------- | -------- | ------------------------------------------------ | ---- | --------------- |
| 鹿島臨海鉄道 | 大洗鹿島線 | 水戸駅                         | -        | 0.0      | 東日本旅客鉄道：常磐線（上野東京ライン）・水郡線 | ∨    | 水戸市          |
| 鹿島臨海鉄道 | 大洗鹿島線 | 東水戸駅                       | 3.8      | 3.8      |                                                  | ◇    | 水戸市          |
| 鹿島臨海鉄道 | 大洗鹿島線 | 常澄駅                         | 4.5      | 8.3      |                                                  | ◇    | 水戸市          |
| 鹿島臨海鉄道 | 大洗鹿島線 | 大洗駅*                        | 3.3      | 11.6     |                                                  | ◇    | 東茨城郡 大洗町 |
| 鹿島臨海鉄道 | 大洗鹿島線 | 涸沼駅                         | 6.4      | 18.0     |                                                  | ｜   | 鉾田市          |
| 鹿島臨海鉄道 | 大洗鹿島線 | 鹿島旭駅                       | 4.8      | 22.8     |                                                  | ◇    | 鉾田市          |
| 鹿島臨海鉄道 | 大洗鹿島線 | 徳宿駅                         | 3.9      | 26.7     |                                                  | ｜   | 鉾田市          |
| 鹿島臨海鉄道 | 大洗鹿島線 | 新鉾田駅*                      | 4.3      | 31.0     |                                                  | ◇    | 鉾田市          |
| 鹿島臨海鉄道 | 大洗鹿島線 | 北浦湖畔駅                     | 3.9      | 34.9     |                                                  | ｜   | 鉾田市          |
| 鹿島臨海鉄道 | 大洗鹿島線 | 大洋駅                         | 4.1      | 39.0     |                                                  | ◇    | 鉾田市          |
| 鹿島臨海鉄道 | 大洗鹿島線 | 鹿島灘駅                       | 4.1      | 43.1     |                                                  | ｜   | 鹿嶋市          |
| 鹿島臨海鉄道 | 大洗鹿島線 | 鹿島大野駅                     | 3.0      | 46.1     |                                                  | ◇    | 鹿嶋市          |
| 鹿島臨海鉄道 | 大洗鹿島線 | 長者ヶ浜潮騒はまなす公園前駅   | 2.3      | 48.4     |                                                  | ｜   | 鹿嶋市          |
| 鹿島臨海鉄道 | 大洗鹿島線 | 荒野台駅                       | 1.7      | 50.1     |                                                  | ｜   | 鹿嶋市          |
| 鹿島臨海鉄道 | 大洗鹿島線 | （臨）鹿島サッカースタジアム駅 | 2.9      | 53.0     | 鹿島臨港線（貨物線）                             | ◇    | 鹿嶋市          |
| ※            | 鹿島線     | （臨）鹿島サッカースタジアム駅 | 2.9      | 53.0     | 鹿島臨港線（貨物線）                             | ◇    | 鹿嶋市          |
| ※            | 鹿島線     | 鹿島神宮駅                     | 3.2      | -        | 東日本旅客鉄道：鹿島線（佐原方面）               | ∧    | 鹿嶋市          |

- ※：鹿島サッカースタジアム駅 - 鹿島神宮駅間は東日本旅客鉄道（JR東日本）
- *は社員配置駅。
- 自動券売機が設置されている無人駅はない。
- 鹿島サッカースタジアム駅は貨物駅・信号扱所としては常設。

## 運賃について
路線上の終点（境界）は鹿島サッカースタジアム駅であるが、通常は旅客扱いを行わず、JR鹿島線に乗り入れて鹿島神宮駅まで運転され、鹿島神宮駅が佐原方面との乗換駅となる。その関係で、大洗鹿島線の列車で鹿島神宮駅を発着する場合、JRの鹿島神宮駅 - 鹿島サッカースタジアム駅間の運賃と鹿島臨海鉄道の運賃が発生する（最短区間である鹿島神宮 - 荒野台間は連絡割引運賃が設定されている）。このため、鹿島神宮駅以南に跨って利用（JR運賃を通算）する際は予め連絡乗車券（区間限定）を購入するか、着駅での乗り越し精算が必要となる。なお、鹿島臨海鉄道とJRの運賃境界であるため、鹿島サッカースタジアム駅発着の乗車券は旅客営業日に関わらず常時発売され、窓口等での発券が可能である。
先述のとおり、Suica・PASMOなどのICカードを使っての乗車（運賃支払い）はできない。ただし、JRの鹿島神宮駅 - 鹿島サッカースタジアム駅間はSuicaエリアであるため、鹿島サッカースタジアム駅の旅客営業時間帯に限っては同区間のICカードでの利用が可能である（IC運賃適用）。
なお、大洗鹿島線を経由した通過連絡運輸の扱いが、成田 - 鹿島サッカースタジアム - （大洗鹿島線） - 水戸 - 藤代・日立・結城・常陸大宮・常陸太田間に限って設定されている。
大人普通旅客運賃（小児半額・10円未満切り上げ）。2024年10月1日改定。11 kmについては設定のみで該当区間は存在しない。なお1985年の開業当時は、水戸 - 大洗間が240円、水戸 - 鹿島神宮間が1220円かかった。
| キロ程  | 運賃（円） |
| ------- | ---------- |
| 1 - 3   | 230        |
| 4 - 8   | 290        |
| 9       | 310        |
| 10      | 340        |
| 11      | 370        |
| 12      | 420        |
| 13 - 14 | 450        |
| 15 - 16 | 510        |
| 17 - 18 | 570        |
| 19 - 20 | 630        |
| 21 - 23 | 700        |

| キロ程  | 運賃（円） |
| ------- | ---------- |
| 24 - 26 | 790        |
| 27 - 29 | 880        |
| 30 - 32 | 960        |
| 33 - 35 | 1050       |
| 36 - 38 | 1140       |
| 39 - 41 | 1230       |
| 42 - 44 | 1320       |
| 45 - 47 | 1400       |
| 48 - 50 | 1480       |
| 51 - 53 | 1560       |

- 荒野台駅とJR線鹿島神宮駅相互間を利用する場合に限り、荒野台駅 - 鹿島サッカースタジアム駅間で乗継運賃180円を適用（荒野台駅 - 鹿島神宮駅間は180円+190円で370円となる）。